# Italia en el Festival de la Canción de Eurovisión 1958

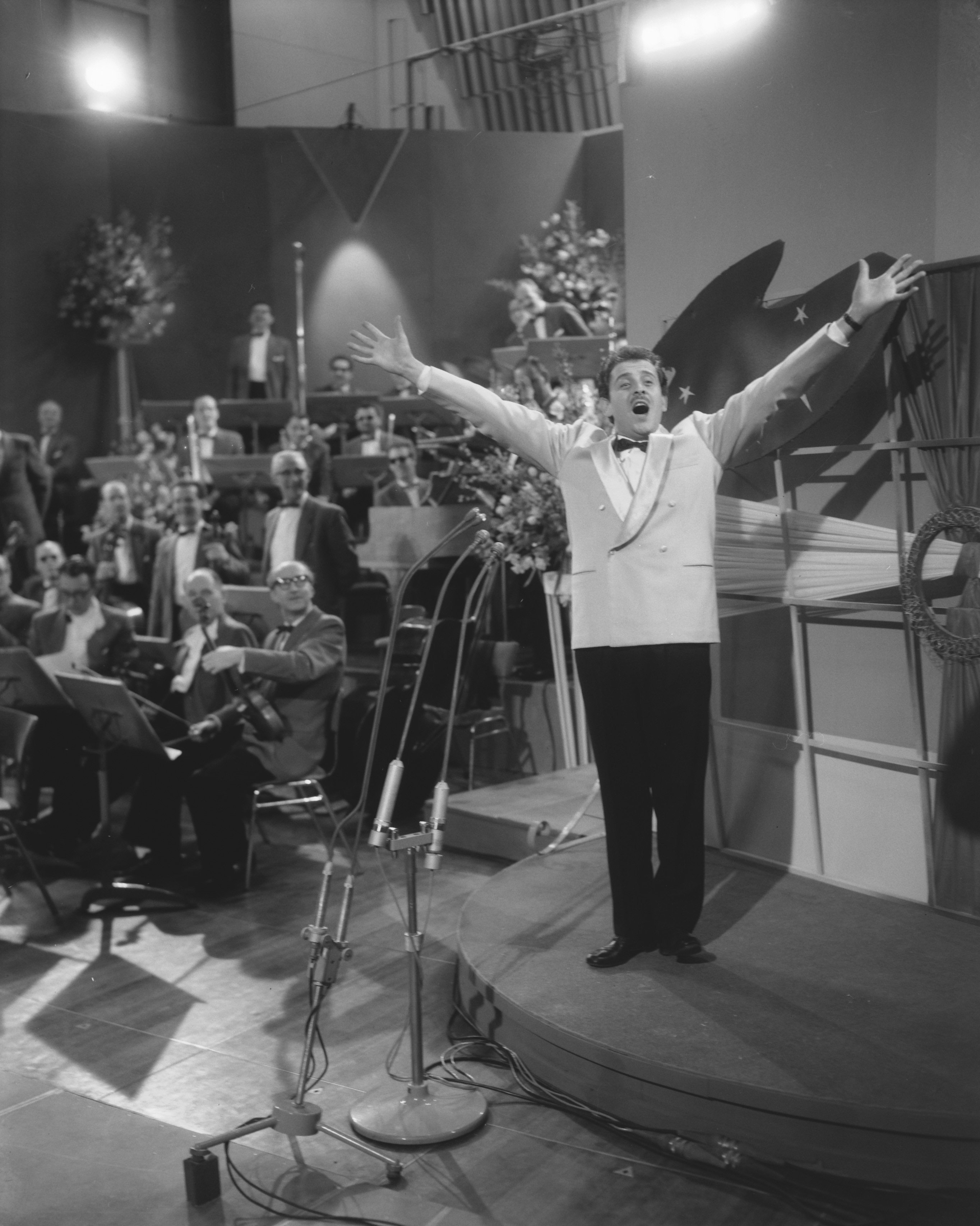
Domenico Modugno - Eurovisión (1958)

Italia participó en la tercera edición del Festival de la Canción de Eurovisión en Hilversum, Países Bajos el 12 de marzo de 1958. Fue su tercera participación en el certamen. Su representante fue Domenico Modugno con la canción Nel blu dipinto di blu cantada en idioma italiano. La canción fue cantada primera en la noche, obtuvo 13 puntos lo que le dio el 3.º lugar en esa edición.
La canción italiana para el Festival de Eurovisión fue elegida en el Festival de la Canción de San Remo 1958.

## En el Festival
La canción de Italia fue cantada primera en la noche, precediendo a la holandesa Corry Brokken con Heel de Wereld. Nel blu dipinto di blu obtuvo un total de trece puntos y se clasificó en el 3.º puesto. El jurado italiano la mayoría de sus puntos (6/10) la dio a la canción ganadora de Francia. La mayoría de sus puntos ganados en el concurso fue de parte de Alemania (4/13) y Bélgica (4/13).
El director de la orquesta para la canción italiana fue Alberto Semprini. La portavoz que anunció los puntos otorgados por Italia fue Fulvia Colombo. La comentarista italiana fue Bianca Maria Piccinino.

### Votación
Cada país envió un jurado de diez personas. Cada miembro del jurado pudo dar un punto para su canción favorita.

#### Puntos otorgados
| 6 puntos | Francia |
| 4 puntos | Suiza   |

#### Puntos obtenidos
| 4 puntos | Bélgica      |
| 4 puntos | Alemania     |
| 1 punto  | Países Bajos |
| 1 punto  | Francia      |
| 1 punto  | Suecia       |
| 1 punto  | Suiza        |
| 1 punto  | Austria      |